# Écluse de Bedwyn Church

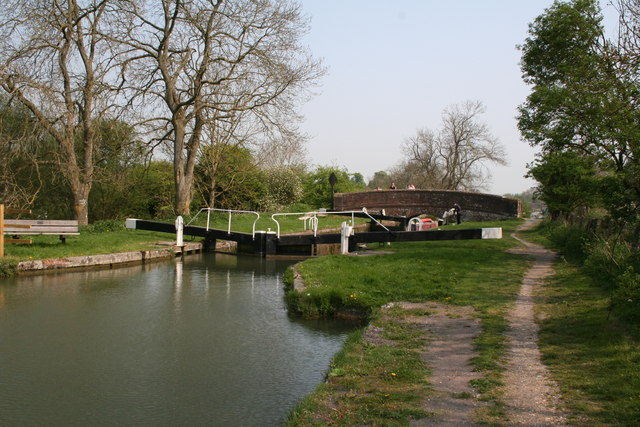
Écluse de Bedwyn Church

L’écluse Bedwyn Church est une écluse sur le canal Kennet et Avon, à Great Bedwyn, dans le Wiltshire, en Angleterre.
L’écluse de Bedwyn Church a été construite entre 1718 et 1723 sous la supervision de l'ingénieur John Hore de Newbury. Le canal est administré par la British Waterways. L’écluse permet de franchir un dénivelé de 2,41 m (7 pi 11 po).
Il s'agit d'un ouvrage classé grade II.